# Melbourne, East Riding of Yorkshire
Melbourne är en by och en civil parish i kommunen East Riding of Yorkshire i England. Orten har 793 invånare (2011). Byn nämndes i Domedagsboken (Domesday Book) år 1086, och kallades då Middelburne/Midelborne.